# Wappen Griechenlands
Das derzeitige Wappen Griechenlands ist seit dem 7. Juni 1975 in Gebrauch.

## Beschreibung

Flagge Griechenlands

Das Wappen zeigt einen blauen Schild, in dem sich ein aus der oberen linken Ecke der Flagge Griechenlands bekanntes durchgehendes weißes Griechisches Kreuz befindet. Der Schild ist umgeben von einem Lorbeerkranz.

## Geschichte
Eine erste Version dieses Wappens wurde bereits 1827 bekannt. Das Wappen war damals Symbol der Freiheitskämpfe, die zur Unabhängigkeit Griechenlands vom Osmanischen Reich im Jahre 1830 führten. Über der Wappenversion unter der Herrschaft von König Otto (1833–1862) befindet sich die Krone des Königreichs Bayern. Nach dem Eintreffen der Glücksburger in Griechenland setzte man über die veränderte Version des Wappens die dänische Krone von Christian V. Siehe hierzu auch das Wappen des Königreichs Bayern und des Königreichs Dänemark.

## Frühere Siegel und Staatswappen
|  | Das Siegel der provisorischen griechischen Regierung (1822–1828). Es zeigt Athene mit ihrem Symbol, der Eule                                                                                |
|  | Das Siegel der Ersten hellenischen Republik unter Gouverneur Ioannis Kapodistrias (1828–1832). Es zeigt den Phoenix.                                                                        |
|  | Wappen des Königreiches Griechenland während der Zeit Ottos (1833–1862), mit Bezug zum wittelsbachischen Wappen. Kreuz und Farbgebung sind der Flagge der griechischen Revolution entlehnt. |
|  | Wappen während der Zeit der Dynastie Glücksburg (1863–1924) |
|  | Wappen während der Republik 1924–1935. Ganz im Stil der Zeit wird auf jeglichen Zierrat verzichtet                                                                                          |
|  | Restauration der Monarchie unter Georg II., Modifikation des Wappens von 1863. In Gebrauch als Staatswappen 1936–1973                                                                       |
|  | Andere Version des Staatswappens seit 1973 |

## Varianten

### Das kleine Staatswappen
Bis zur Einführung der Republik wurde zwischen großem und kleinem Staatswappen unterschieden. Im Alltag fand vornehmlich das vereinfachte kleine Wappen Anwendung.
|  | Das kleine Staatswappen (1863–1924 und 1935–1973) |
|  | Das kleine Staatswappen (1924–1935)               |

### Kleinstaaten
Bis zur Eingliederung in den griechischen Staat führten einige Kleinstaaten Wappen und Flaggen, die Bezug zum griechischen Staatswappen aufweisen, darunter Samos und Kreta.
|  | Das Wappen des Kretischen Staates (1897–1913) |